# Victime de la mode (Franka)
Pour les articles homonymes, voir Victime de la mode.
Victime de la mode (Moordende Concurrentie) est le neuvième tome de la série de bande dessinée néerlandaise Franka créé par l'auteur Henk Kuijpers pour l'hebdomadaire néerlandais Sjors en Sjimmie Stripblad no 15 en 1989 avant de l'éditer en album cartonné par l'éditeur Big Balloon en 1990.
En France, il est traduit par Christine Van Geen et publié en album cartonné par Les Humanoïdes associés en septembre 2007.

## Descriptions

### Personnages
- Franka, la secrétaire avant d'être l'héroïne.
- Laura Lava, une jeune femme blonde, styliste de mode française talentueuse. Désespérée et à court d'argent, elle rencontre Franka à Saint-Plouc-des-Ondes en Bretagne qui va remplacer un mannequin victime d'un léger accident et être témoin d'une machination faite par son ennemie Madame Maude.
- Bars, un Bulldog, le chien de Franka.
- Madame Maude, styliste de mode, ennemie de Laura Lava.
- Uschi Undsoweiter[1], assistante et autre ennemie de Laura Lava.

### Lieux
- Saint-Plouc-des-Ondes
- Paris
- Côte d'Azur

## Album
Aux Pays-Bas
- 9 Moordende Concurrentie, Big Balloon, 1990
Scénario et dessin : Henk Kuijpers - (ISBN 90-5425-035-6)

En France
- 6 Victime de la mode (Moordende Concurrentie), Les Humanoïdes Associés, 2007
Scénario et dessin : Henk Kuijpers - (ISBN 978-2-7316-1951-5)